# Янссен, Вернер
Вернер Янссен (англ. Hans-Werner Janssen, 1 июня 1899 — 19 сентября 1990) — американский композитор и дирижёр.

## Биография
Янссен родился в Нью-Йорке в 1899 году. Отец, занимавшийся продуктами питания, хотел, чтобы сын унаследовал семейный бизнес. Однако Янссену была дорога музыка. Поэтому после окончания школы он был вынужден сам зарабатывать средства на обучение в Дартмутском колледже, подрабатывая портье, играя в кабаре и театрах, а также продавая свои первые произведения.
В Консерватории Новой Англии он изучал композицию у Джорджа Чедуика и Фредерика Конверса, а также брал уроки фортепьяно у Артура Фридхайма, ученика Ференца Листа.
Во время Первой мировой войны он служил в американской пехоте. После войны он продолжил обучение в Дартмутском колледже, получив в 1921 году степень бакалавра музыки.
Он начал сотрудничать с «Tin Pan Alley», сочиняя для них джазовые композиции. В 1925—1926 годах он работал в ревю «Безумства Зигфелда» и написал несколько песен, ставших национальными хитами. Полученный за них гонорар Янссен потратил на изучение дирижёрского дела в Базеле у Феликса Вайнгартнера и у Германа Шерхена в Страсбурге.
Он также получил Римскую премию Американской академии в Риме и стипендию Джуллиардской музыкальной школы за симфоническую поэму «New York’s Eve in New York». Это произведение впервые было исполнено Рочестерским филармоническим оркестром под руководством Говарда Хансона 8 мая 1929 года, а в 1930 году Кливлендским оркестром под руководством Николая Соколова.
В 1927 году Янссен был приглашён Национальной вещательной компанией руководителем симфонических оркестров для радио, но вскоре был освобождён от должности. Затем последовало приглашение в «Рокси Театр», но тоже не на долгое время.
Три года, проведённых в Национальной академии святой Цецилии в Риме под руководством Отторино Респиги, вылились в ряд новых произведений. Янссен был приглашён руководить Королевским оркестром Рима. Он также дирижировал и в Европе: Берлине, Будапеште, Копенгагене, Риме, Стокгольме и Турине. В феврале 1934 года он дирижировал оркестром в Хельсинки, исполнившим цикл произведений Яна Сибелиуса. Сибелиус говорил об этом концерте: «Можно сказать, что Финляндия сегодня впервые открыла для себя мою музыку…». После второго концерта Янссен получил Орден Белой розы Финляндии — высшую награду правительства Финляндии за вклад в финскую музыку.
В 1934—1935 годах он являлся дирижёром Нью-Йоркского филармонического оркестра, а в 1937—1939 годах — руководителем Балтиморского симфонического оркестра.
В это же время Янссен начал писать музыку для кино. В 1939 году он покинул Балтиморский оркестр и начал работу с продюсером Уолтером Венгером. За свою работу в кинематографе Янссен пять раз был номинирован на «Оскар».
Он также продолжал работу над созданием новых симфонических произведений и популярных песен, например «Wisdom Tooth», «Without the One You Love», «At the Fireplace» и «Falling Leaves».
В 1940 году он создал Симфонический оркестр Янссена в Лос-Анджелесе, ставший достойным конкурентом Лос-Анджелесскому филармоническому оркестру, и форум современной музыки. Его оркестр исполнял и записывал различные музыкальные произведения американских композиторов.
Янссен был художественным руководителем симфонического оркестра штата Юта (1946—1947), симфонического оркестра штата Орегон (1947—1949), филармонического оркестра Сан-Диего (1952—1954). Он также работал в симфоническом оркестре Национальной вещательной компании (1956), симфоническом оркестре Торонто (1956—1957), Белградском филармоническом оркестре, оркестре Венской государственной оперы (1959—1961) и Венской народной оперы. В США Янссен вернулся лишь в начале 70-х годов.
Вернер Янссен скончался 19 сентября 1990 года в Нью-Йорке.

## Личная жизнь
В 1937 году Венер Янссен женился на американской актрисе Энн Хардинг, с которой он познакомился в Голливуде. От этого брака у него родилась дочь Грейс. В 1963 году они развелись.
Со своей второй женой, Кристиной Хайнцманн, композитор прожил до самой смерти. У него было трое детей: Вернер, Алиса и Дженнифер. Янссен скончался в кругу семьи в окружении двух сестёр, жены, троих детей, жены, четырёх внуков и восьми правнуков.

## Признание
- Римская премия Американской академии в Риме, 1930 год
- стипендия Джуллиардской музыкальной школы
- член Американской академии в Риме, 1930 год
- почетный доктор музыки Дартмутского колледжа, 1935 год
- Орден Белой розы Финляндии, рыцарский крест I класса, 1936 год
- Премия «Оскар» за лучшую музыку к фильму (номинации)

Саундтрек к драматическому или комедийному фильму
- - 1946: Капитан Кидд (1945).
  - 1946: Призрак в доме (1944).
  - 1946: Южанин (1945).

Лучший оригинальный саундтрек** 1940: Вечно Ваш (1939)
- - 1939: Блокада (1938)

## Фильмография
- 1966: Благородный разбойник Робин Гуд / Robin Hood, der edle Räuber
- 1957: Дядя Ваня / Uncle Vanya
- 1948: Безжалостный / Ruthless
- 1946: Ночь в Касабланке / A Night in Casablanca
- 1945: Капитан Кидд / Captain Kidd
- 1945: Южанин / The Southerner
- 1944: Гостья в доме / Guest in the House
- 1940: Lights Out in Europe
- 1940: Дом на берегу залива / The House Across the Bay
- 1939: Slightly Honorable
- 1939: Вечно Ваш / Eternally Yours
- 1939: Winter Carnival
- 1938: Blockade
- 1938: Hunted Men
- 1937: Дочь Шанхая / Daughter of Shanghai
- 1936: Генерал умер на рассвете / The General Died at Dawn
- 1933: Zoo in Budapest